# Marathon de New York 2010
Navigation
Édition précédente Édition suivante
Le Marathon de New York de 2010 est la 41e édition du Marathon de New York aux États-Unis qui a eu lieu le dimanche 7 novembre 2010. C'est le cinquième et dernier des World Marathon Majors à avoir lieu en 2010. L'Éthiopien Gebregziabher Gebremariam remporte la course masculine avec un temps de 2 h 8 min 14 s. La Kényane Edna Kiplagat s'impose chez les femmes en 2 h 28 min 20 s.

## Résultats

### Hommes
| Rang | Athlète                   | Nationalité | Temps           |
| ---- | ------------------------- | ----------- | --------------- |
|      | Gebregziabher Gebremariam | Éthiopie    | 2 h 08 min 14 s |
|      | Emmanuel Mutai            | Kenya       | 2 h 09 min 18 s |
|      | Moses Kigen Kipkosgei     | Kenya       | 2 h 10 min 39 s |
| 4    | Abderrahim Goumri         | Maroc       | 2 h 10 min 51 s |
| 5    | James Kwambai             | Kenya       | 2 h 11 min 31 s |
| 6    | Meb Keflezighi            | États-Unis  | 2 h 11 min 38 s |
| 7    | Marílson Gomes dos Santos | Brésil      | 2 h 11 min 51 s |
| 8    | Dathan Ritzenhein         | États-Unis  | 2 h 12 min 33 s |
| 9    | Abel Kirui                | Kenya       | 2 h 13 min 01 s |
| 10   | Abderrahime Bouramdane    | Maroc       | 2 h 14 min 07 s |

### Femmes
| Rang | Athlète           | Nationalité      | Temps           |
| ---- | ----------------- | ---------------- | --------------- |
|      | Edna Kiplagat     | Kenya            | 2 h 28 min 20 s |
|      | Shalane Flanagan  | États-Unis       | 2 h 28 min 40 s |
|      | Mary Keitany      | Kenya            | 2 h 29 min 01 s |
| 4    | Inga Abitova      | Russie           | 2 h 29 min 17 s |
| 5    | Kim Smith         | Nouvelle-Zélande | 2 h 29 min 28 s |
| 6    | Christelle Daunay | France           | 2 h 29 min 29 s |
| 7    | Lyudmila Petrova  | Russie           | 2 h 29 min 41 s |
| 8    | Caroline Rotich   | Kenya            | 2 h 29 min 46 s |
| 9    | Madai Perez       | Mexique          | 2 h 29 min 53 s |
| 10   | Buzunesh Deba     | Éthiopie         | 2 h 29 min 55 s |

### Fauteuils roulants (hommes)
| Rang | Athlète | Nationalité | Temps |
| ---- | ------- | ----------- | ----- |
|      |         |             |       |
|      |         |             |       |
|      |         |             |       |

### Fauteuils roulants (femmes)
| Rang | Athlète | Nationalité | Temps |
| ---- | ------- | ----------- | ----- |
|      |         |             |       |
|      |         |             |       |
|      |         |             |       |